# Willy Cartier
Willy Cartier est un mannequin et acteur français né le 15 septembre 1991. Facilement identifiable à sa longue chevelure, il est principalement connu pour être le visage des collections Givenchy.

## Biographie
Willy Cartier est le fils de Jack Servoz, peintre et Léa Cartier, danseuse. Se destinant dans un premier temps à une carrière d'acteur, il est élève au Cours Florent. Il intègre aussi Academy International of Danse, où il étudie la danse (classique, contemporaine et jazz) et le théâtre, ce qui lui permet de participer à la comédie musicale Aïda.
Il se définit comme Vietnamien-Sénégalais-Breton.
Au cours de sa carrière, il a posé et défilé pour de nombreuses marques telles que Chanel, Karl Lagerfeld, Jean-Paul Gautier, Givenchy, Diesel et Benetton.
Willy Cartier apparaît dans les magazines Vogue, Marie Claire, Apollo Novo, Elle Man, WAD magazine, V ou Numéro.
Il incarne le prince indien aux côtés de Natalia Vodianova dans le court métrage La Légende de Shalimar de Guerlain.
Il incarne également la publicité du parfum masculin Diesel Only The Brave Wild.
Il apparaît également dans les clips de plusieurs artistes dont Woodkid, Shy'm, Frank Ocean, Laurent Voulzy ou Alain Souchon.

## Filmographie

### Acteur

#### Cinéma
- 2008 : La Belle personne de Christophe Honoré
- 2010 : Ma première fois de Marie-Castille Mention-Schaar : copain à l'internat
- 2013 : Le Grand départ de Nicolas Mercier : Adrian
- 2013 : Le Devoir (court métrage) de Justin Wu : Antoine
- 2015 : Des milliards de toi mon poussin de Mathilde Laconche : Greg
- 2013 : Pas le choix (court métrage) de Justin Wu : lui-même
- 2018 : Je ne suis pas un homme facile d'Eléonore Pourriat
- 2018 : SØren[6] de Juan Carlos Valdivia : Soren

#### Télévision
- 2010 : Le Roi, l'Écureuil et la Couleuvre (téléflim) de Laurent Heynemann
- 2011 : Le Monde à ses pieds (téléfilm) de Christian Faure
- 2012 : Famille d'accueil (série télévisée) : DImitri
- 2012 : Strictement platonique (série télévisée) : Orhan Kismet
- 2013 : RIS police scientifique (série télévisée), épisode Cendrillon et compagnie de René Manzor : Kevin
- 2019 : Joséphine, ange gardien (série télévisée), épisode L'Incroyable destin de Rose Clifton de Stéphane Kopecky : Yuma[7]
- 2020 : Attila l'énigme des Huns (documentaire) de Laurent Portes : Attila
- 2021 : Fugueuse (série télévisée) de Jérôme Cornuau : Nico[8]

#### Clip vidéo
- 2011 : Woodkid : Iron de Woodkid : l'indien
- 2011: Shy'm: En Apesanteur[9]
- 2013 : Woodkid : I Love You de Woodkid : l'indien
- 2000 : Kanusresh "Punjab"

### Réalisateur
- 2020 : Sans un sou (court métrage)